# 張彝 (北魏)
张彝（461年—519年），字庆宾，清河郡东武城县（今河北省衡水市故城县）人。

## 生平
张幸曾孙，张準之孙，张灵真子。张彝年轻时豪放，通经史。袭祖爵平原侯。魏孝文帝时担任散令，奉使出巡，清廉干练，执法不阿，转任主客令。开建五等爵，例降为平原伯。因为参定迁都之功，再进侯爵。受魏孝文帝赏识，官至太常少卿、散骑常侍、尚书。魏宣武帝时，为侍中，出为安西将军、秦州刺史，条立规则革除旧俗，颇得民心，羌夏畏服。曾与仆射高肇争着娶陈留公主，得罪高肇，被召还洛阳，后来偏瘫，还像当官。病稍愈，为光禄大夫。魏孝明帝时，加征西将军、冀州大中正。神龟二年（519年），他的次子张仲瑀针对大量武夫跻身士族的现象，要求铨别选格，将武夫剔出士族。激起数千羽林武贲哗变，大闹尚书省，火烧张彝宅第，张彝被打成重伤致死，卒年五十九岁。长子张始均被杀，张仲瑀重伤。有孙张宴之。
张彝历览经史，曾搜集古今帝王资料，撰成《历帝图》五卷，记载历代帝王善恶事迹。起自传说中的庖牺，终于晋末，十六代，一百二十八帝，杂事五百八十九条。《全上古三代秦汉三国六朝文》存其文三篇。

## 家庭

### 夫人
- 荥阳郑氏，北魏中书令、秘书监、荥阳侯、使持节、都督兖州诸军事、安东将军、兖州刺史、南阳文公郑羲第四女[1]

### 子女
- 张始均，长子，北魏员外常侍、领左民郎中
- 张仲瑀，次子，北魏司空祭酒、给事中
- 张珉，北魏著作佐郎